# Lygodactylus laterimaculatus
Lygodactylus laterimaculatus (плямистобокий карликовий гекон) — вид геконоподібних ящірок родини геконових (Gekkonidae). Мешкає в Танзанії і Кенії.

## Поширення і екологія
Плямистобокі карликові гекони мешкають на півдні Кенії (в горах Вої і Таїта та в національному парку Східний Цаво) та на півночі Танзанії, в околицях Кіліманджаро. Вони живуть в саванах та на порослих лісами пагорбах, на висоті від 450 до 900 м над рівнем моря. Ведуть денний, деревний спосіб життя.